# Дзонгхаг
Дзонгхаг (дзонґ-ке རྫོ་ཁག།, Вайлі: rjong-khag, лат. Dzongkhag) — адміністративно-територіальна одиниця Бутану першого рівня підпорядкування. Дзонгхаги розділені на 205 гевогів. Деякі з великих дзонгхагів мають один або більше проміжних підрозділів під назвою дунгхаг, які також поділяються на гевоги. Парламент Бутану прийняв «Закон про місцеве управління», в якому зазначені статус, структура і керівництво органів місцевого самоврядування, в тому числі дзонгхагів.

## Дзонгхаги
| No. | Дзонгхаг         | Офіційне найменування (на англ. мові) | Колишні чи інші найменування                                                            | дзонг-ке       | Романізація 1   | Дзонгдей    |
| --- | ---------------- | ------------------------------------- | --------------------------------------------------------------------------------------- | -------------- | --------------- | ----------- |
| 1.  | Бумтанг          | Bumthang                              |                                                                                         | བུམ་ཐང་         | Bºumtha         | Південний   |
| 2.  | Вангді-Пходранг  | Wangdue Phodrang                      | Wangdi Phodrang, Andguphodang, Wangdue, Wangdue Phodrang, Wangdupotrang, Wangü-Phodrang | དབང་འདུས་ཕོ་བྲང་  | 'Wangdi Phodrºa | Центральний |
| 3.  | Гаса             | Gasa                                  |                                                                                         | མགར་ས་         | Gâsa            | Центральний |
| 4.  | Дагана           | Dagana                                | Dhakana, Tagana, Daga                                                                   | དར་དཀར་ནང་     | Dºagana         | Центральний |
| 5.  | Жемганг          | Zhemgang                              | Shemgang                                                                                | གཞལ་སྒང་        | Zhºämgang       | Південний   |
| 6.  | Лхунце           | Lhuentse                              | Lhuntshi, Lhuntsi, Lhuntse                                                              | ལྷུན་རྩེ་          | Lhüntsi         | Східний     |
| 7.  | Монгар           | Mongar                                | Monggar, Mongor                                                                         | མོང་སྒར་         | Mongga          | Східний     |
| 8.  | Паро             | Paro                                  | Rinpung                                                                                 | སྤ་གྲོ་           | Paro            | Західний    |
| 9.  | Пемагацел        | Pema Gatshel                          | Pemagatsel, Pemagatshel                                                                 | པདྨ་དགའ་ཚལ་     | Pemagatshä      | Східний     |
| 10. | Пунакха          | Punakha                               | Punaka                                                                                  | སྤུ་ན་ཁ་         | Punakha         | Центральний |
| 11. | Самдруп-Джонгхар | Samdrup Jongkhar                      | Samdrup, Samdrup Jongkha                                                                | བསཾ་གྲུབ་ལྗོངས་མཁར་ | Samdru Jongkha  | Східний     |
| 12. | Самце            | Samtse                                | Samchi                                                                                  | བསམ་རྩེ་         | Samtsi          | Західний    |
| 13. | Сарпанг          | Sarpang                               | Geylegphug, Gaylegphug, Gelephu (Sarbhang)                                              | གསར་སྦང་        | Sarbang         | Південний   |
| 14. | Тронгса          | Trongsa                               | Tongsa                                                                                  | ཀྲོང་གསར་        | Trongsa         | Південний   |
| 15. | Трашіганг        | Trashigang                            | Tashigang                                                                               | བཀྲ་ཤིས་སྒང་      | Trashigang      | Східний     |
| 16. | Трашіянгце       | Trashiyangtse                         | Tashi Yangtse, Trashi Yangtse, Trashiyangtsi, Trashiyangste                             | བཀྲ་ཤིས་གཡང་རྩེ་   | Trashi'yangtse  | Східний     |
| 17. | Тхімпху          | Thimphu                               | Tashi Chho Dzong, Thimbu                                                                | ཐིམ་ཕུག་         | Thimphu         | Західний    |
| 18. | Хаа              | Haa                                   | Ha                                                                                      | ཧད་ / ཧཱ་       | Hâ              | Західний    |
| 19. | Ціранг           | Tsirang                               | Chirang                                                                                 | རྩི་རང་          | Tsirang         | Центральний |
| 20. | Чукха            | Chhukha                               | Chukha                                                                                  | ཆུ་ཁ་           | Chukha          | Західний    |

1 used by Dzongkha Development Authority (reflects pronunciation)

## Історія

Дзонгхаги Бутану в чотирьох дзонгдеях (2000):
Східний
Південний
Центральний
Західний

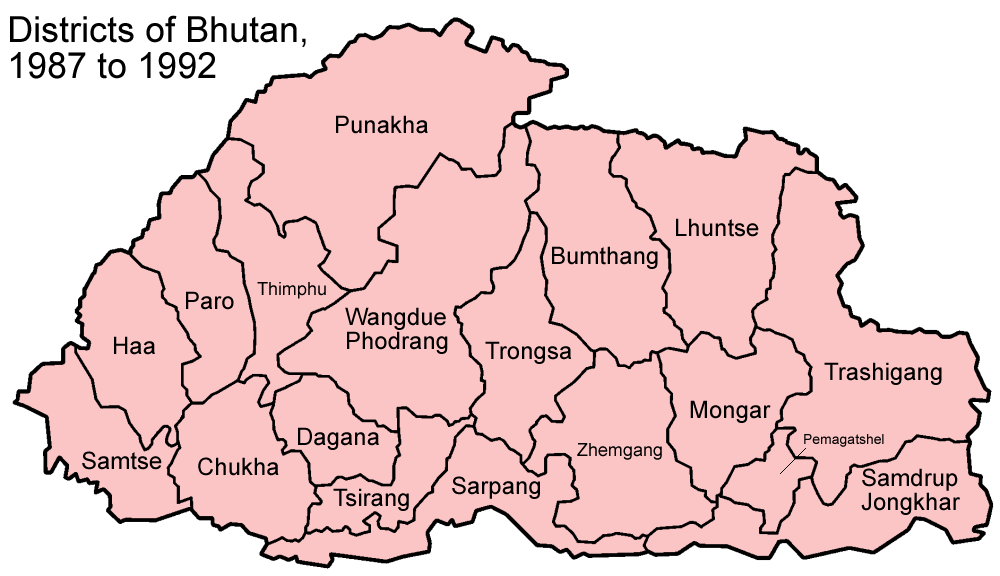
Адміністративний поділ Бутану з 1987 по 1992 рік (18 дзонгхагів — не було Трашіянгце і Гаса)

До 1956 року в Бутані було дев'ять районів на чолі з пенлопами: Бякар, Дук'є, Ха, Паро, Пунакха, Тагана, Тхімбу, Тонгса і Вангді-Пходранг. Пізніше країна була розділена на дзонгхаги. У 1987 році територія дзонгхагу Гаса була розділена між дзонгхагами Пунакха і Тхімпху, а дзонгхаг Чукха був сформований з частин дзонгхагів Самце, Паро і Тхімпху. У 1992 році дзонгхаг Гаса був виділений з дзонгхагу Пунакха, а Трашіянгце був виділений з дзонгхагу Трашіганг.

## Управління дзонгхагами
Кожен дзонгхаг очолює глава адміністрації дзонгдаг (англ. dzongdag). Спочатку дзонгдаги призначалися Королем Бутану, але з 1982 року їх стала призначати Королівська комісія державної служби. Дзонгдаг управляє всім розвитком дзонгхагу за допомогою своєї адміністрації. Йому допомагають дзонгреб (англ. dzongrab; помічник глави адміністрації), Dzongkhag Yargye Tshogchungs, які складаються з представників населення та адміністративних чиновників дзонгхагу, і гапи (англ. Gups), обрані від гевогів. За ініціативою четвертого Короля Бутану Джігме Сінг'є Вангчука в 1981 році почався процес децентралізації уряду, який привів до формування The Dzongkhag Yargye Tshogchung (DYT; районних комітетів з розвитку) в кожному дзонгхазі. DYT кожного дзонгхагу складається з чиновників дзонгхагів, глав та представників гевогів і дунгхагів.
У конституції 2008 року закладені основні положення про дзонгхаг цогду (районніх ради) у кожному дзонгхазі. Крім того, вона впорядковує роль дзонгхагів в судовій системі Бутану.